# Danay García
Danay García (5 iulie 1984) este o actriță americană de origine cubaneză născută în Havana. A avut apariții în filmele From Mexico with Love (2007) și Danika (2006).
A apărut în sezonul 3 al serialului Prison Break în rolul Sofiei Lugo.